# 이태승
이태승(1983년 10월 14일 ~ )은 대한민국의 배우이다. KBS 21기 공채 탤런트로 데뷔했다.

## 텔레비전 드라마
- 2003년 SBS 《천국의 계단》 - 차송주 친구 역
- 2008년 MBC 《춘자네 경사났네》 - 연예인 역
- 2008년 KBS 《집으로 가는 길》 - 모델 역
- 2009년 KBS 《장화홍련》 - 임혁 역
- 2010년 SBS Plus 《키스 앤 더 시티》
- 2012년 KBS 《당신뿐이야》- 이 기사 역
- 2014년 KBS 《정도전》
- 2015년 KBS 《징비록》
- 2016년 KBS 《다시, 첫사랑》

## 방송
- 2009년 KBSN《캐스팅》
- 2009년 TVN《재밌는 TV 롤러코스터》

## 수상 내역
- 2002년 멤버할리데이모델콘테스트 1위
- 2008년 엘리트모델 룩 코리아 선발대회 CF모델부문 2위